# Histoire du Venezuela pendant la Seconde Guerre mondiale

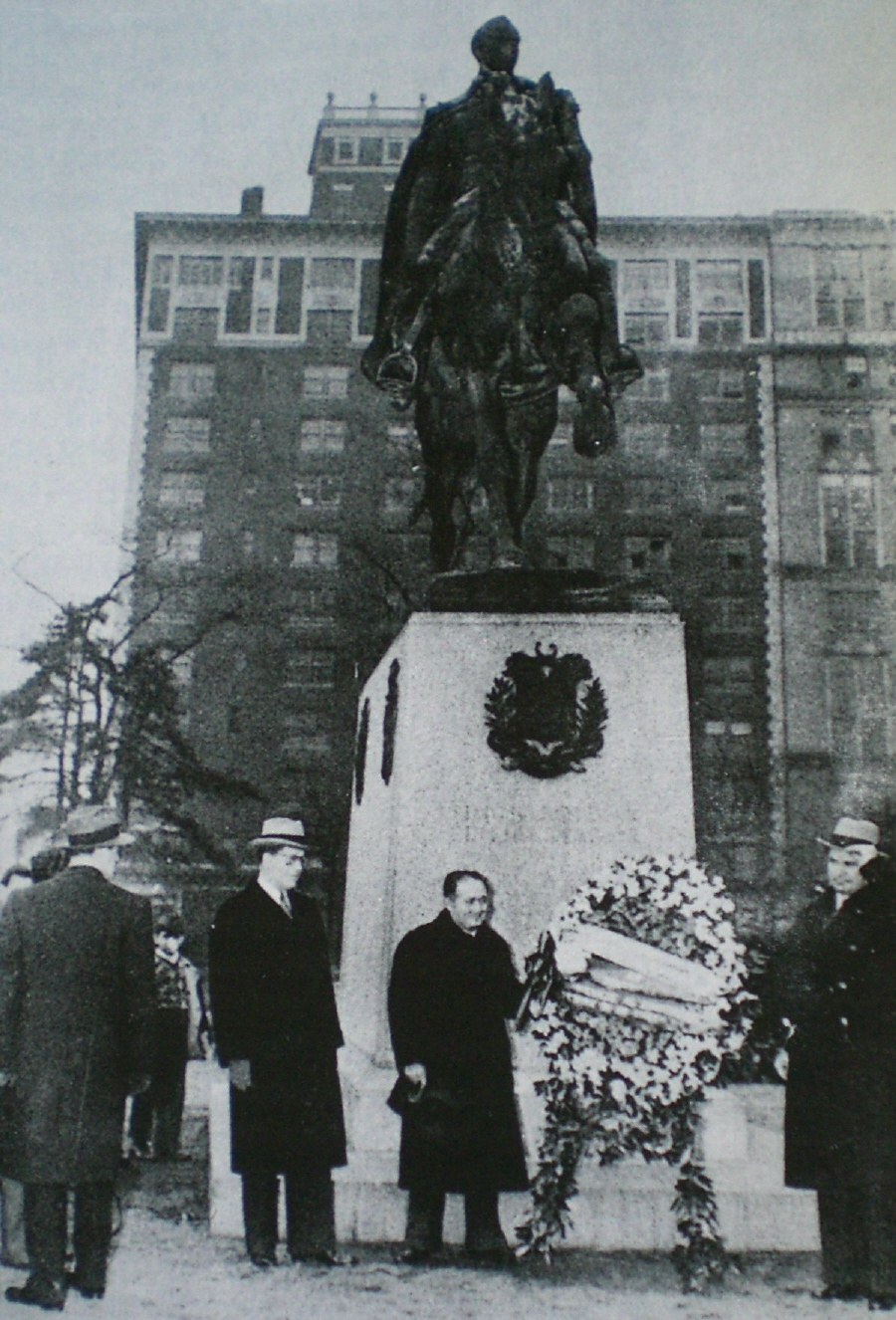
Une couronne de fleurs devant la statue Simón Bolívar à New York, lors de la visite officielle du président du Venezuela Isaías Medina Angarita (à droite) aux États-Unis en 1944.

L'histoire du Venezuela pendant la Seconde Guerre mondiale est marquée des changements dramatiques de l'économie, de l'armée et de la société du pays. Au début de la Seconde Guerre mondiale en 1939, le Venezuela était le premier exportateur de pétrole mondial, et par la suite l'un des principaux bénéficiaires du programme prêt-bail américains. L'aide économique des États-Unis, ainsi une industrie pétrolière en plein essor, permit au Venezuela de devenir l'un des rares pays d'Amérique latine à être en mesure de financer sa propre modernisation dans l’après guerre. En outre, grâce à une habile diplomatie, le Venezuela fut en mesure d’enregistrer des gains territoriaux, d'accroître sa part dans les profits pétroliers, et également de réduire sa dépendance envers les compagnies pétrolières étrangères,.
Bien que le Venezuela fut officiellement neutre durant la plus grande partie de la guerre, il soutenait secrètement les Alliés, et déclara finalement la guerre aux puissances de l'Axe en février 1945, quelques mois avant la fin du conflit,.

## Histoire

### L'industrie pétrolière
Selon Thomas M. Leonard, le pétrole du Venezuela suscitait « un vif intérêt » de la part des Alliés et de l'Axe, avant et pendant la Seconde Guerre mondiale. Ainsi, le principal objectif stratégique du Venezuela de 1939 à 1945 fut de protéger son pétrole et d’éviter qu’il soit saisi par une nation belligérante. Étroitement liée à cet objectif était le besoin d’un marché car le pétrole était devenu le pilier de l'économie vénézuélienne. Leonard affirma que la guerre pourrait, idéalement, aboutir à un « boom économique » si le Venezuela pouvait maintenir une politique de stricte neutralité et vendre son pétrole aux deux côtés. Cependant, ni l'Axe ni les Alliés n’étaient susceptibles de tolérer une telle situation, et finalement, le Venezuela choisit de traiter avec les Alliés.
Même si le Venezuela était résolument pro-allié, le gouvernement tenta d'accroître son emprise sur le marché du pétrole, qui était dominé par des entreprises pétrolières appartenant à des Américains. Une solution était de nationaliser l'industrie pétrolière, comme le Mexique l'avait fait en 1938. Cette option, cependant, ne fut jamais sérieusement envisagée, parce que nationaliser l'industrie du pétrole signifiait saisir des propriétés pétrolières américaines, qui aurait probablement débouché sur une intervention militaire. Bien que la nationalisation de l’industrie pétrolière mexicaine n’ait pas abouti à une intervention militaire américaine, la seule possibilité d’une intervention fut suffisante pour que le  gouvernement vénézuélien ne rechercha qu'une simple augmentation de sa part des bénéfices, plutôt que de tout saisir.
Par la suite, les États-Unis, désireux de conserver leurs accès au pétrole, acceptèrent que le Venezuela augmentât ses revenus pétroliers. Les bénéfices furent répartis à parts égales entre le gouvernement vénézuélien et les compagnies pétrolières, comme la Standard Oil et la Shell Oil britannique. En conséquence, en 1944 le revenu pétrolier du Venezuela était de 66% supérieur à ce qu'il était en 1941, et en 1947, le revenu total avait augmenté de 358%. Cette « largesse », comme la qualifie Leonard, permit au Venezuela de devenir l'un des rares pays d'Amérique latine en mesure de financer sa propre modernisation après-guerre, contrairement à la plupart des autres états de la région, qui s’appuieront sur l'assistance économique américaine.

### Influence de l’Axe
Les efforts nazis pour augmenter leurs influences au Venezuela, et accéder ainsi au pétrole vénézuélien, remontent à 1933, lorsque Arnold Margerie forma le groupe régional vénézuélien du parti nazi (Grupo Regional de Venezuela del Partido Nazi). Après cela, les Allemands commencèrent à « courtiser » l'armée vénézuélienne grâce à sa mission militaire. Sur le « front culturel », selon Leonard, le général Wilhelm Faupel, directeur de l'Institut ibéro-américain, tenta de gagner de l'influence en envoyant son épouse, Edith, au Venezuela pour « vanter les vertus du fascisme ». L'Allemagne était également active dans la lutte contre l'influence économique américaine, en élargissant ses participations dans l'exploitation minière, l'agriculture et le transport ferroviaire.
Pendant la guerre, il y avait près de 4 000 immigrants allemands résidant au Venezuela. En conséquence de quoi, certains dirigeants alliés craignait la présence d'une « cinquième colonne » formé à commettre des actions de sabotage entre autres contre le gouvernement du Venezuela ou les infrastructures liées au pétrole. Les colonies britanniques, françaises et néerlandaises à proximité étaient également préoccupées par leurs sécurité: s’ils venait à tomber sous contrôle de l'Axe, ils deviendraient certainement des bases pour l'interdiction des voies maritimes des Caraïbes, qui voyait passer le pétrole brut du Venezuela vers Aruba pour y être raffiné, et allant de là vers le marché. Ils pourraient également être utilisés comme des zones de transit pour l'invasion des pays voisins, ou pour des opérations commandos destinés à interrompre la production de pétrole.
En 1938, la marine vénézuélienne acheta deux dragueurs de mines de classe Azio à l'Italie fasciste. En outre, le commerce avec le Japon impérial atteignit un niveau record en 1939. Après que la guerre en Europe ait commencé en septembre 1939, et après que le président Eleazar López Contreras a déclaré la neutralité du pays, le Venezuela continua à commercer avec le Japon et l'Italie, mais le commerce avec l'Allemagne cessa à cause du blocus britannique. En raison de ces circonstances, certains observateurs conclurent que le Venezuela se joindrait à l'Axe s’il était forcé de prendre parti. Cependant, la crainte de voir le Venezuela s’aligner avec l'Allemagne, ou l'une des autres puissances de l'Axe, était injustifiée, parce que les sentiments du Vénézuélien moyen était « profondément anti-allemand»,.

### L'armée vénézuélienne
Lorsque la Seconde Guerre mondiale commença, l'armée vénézuélienne avait grand besoin d’être modernisée, et les États-Unis était désireux de l’aider en échange de l'appui du Venezuela dans la guerre. Cependant, les États-Unis étaient préoccupés par une possible attaque ennemi contre le Venezuela, afin de perturber la production de pétrole, s’il rejoignait ouvertement la cause des Alliés et déclarerait la guerre. En conséquence, le gouvernement vénézuélien rompit ses relations avec les puissances de l'Axe, le 31 décembre 1941, mais il ne déclara pas la guerre avant le 15 février 1945, lorsque la menace d'une attaque contre l’industrie pétrolière eut disparu. Par conséquent, l'armée vénézuélienne ne combattit jamais l'ennemi sur le champ de bataille, bien que quelques navires marchands vénézuéliens furent coulés, dont le premier lors de l'attaque allemande sur Aruba en février 1942,.
Comme le Venezuela était officiellement neutre pendant la plupart de la guerre, la tâche de garder la côte vénézuélienne contre l'activité de l'ennemi et l'escorte des navires vénézuéliens fut laissée aux Américains. En conséquence, après l'attaque contre Aruba, la marine américaine créa la Quatrième flotte, qui était responsable de la lutte contre les opérations navales de l'ennemi dans les Caraïbes et dans l'Atlantique Sud. L'armée de terre américaine envoya également des avions et du personnel pour aider à protéger les raffineries de pétrole et renforcer la force aérienne vénézuélienne. Pour soutenir cette mission, le Venezuela accorda aux navires et avions américains l’accès aux ports et aérodromes du pays,.

### LeKoenigsteinet leCaribia
Le SS Koenigstein et le SS Caribia étaient des bateaux à vapeur allemands qui furent utilisés pour transporter environ 300 réfugiés juifs d'Europe vers le Venezuela entre février et mars 1939. Le Koenigstein, avec 86 Juifs à bord, quitta l'Allemagne en janvier 1939 pour la colonie britannique de Trinidad, mais quand il arriva, les Britanniques refusèrent d'accepter les passagers en raison d'une interdiction récente sur l'admission des réfugiés. Le Koenigstein navigua donc en direction du Honduras, mais encore une fois les passagers se virent refuser l'entrée. Avec nulle part où aller, le Koenigstein navigua alors pour le Venezuela, et arriva le 17 février 1939. Le SS Caribia, transportant 165 Juifs, traversa une épreuve très similaire. Après avoir navigué vers la Guyane britannique, les autorités de Georgetown refusèrent d'autoriser les passagers de débarquer, et donc le Caribia navigua vers Venezuela, arrivant le 16 mars 1939,,,.
Dans un premier temps, le gouvernement vénézuélien accorda aux réfugiés une permission spéciale pour rester dans le pays temporairement, jusqu'à ce qu’un nouveau lieu d’accueil soit trouvé pour eux dans d'autres pays d'Amérique latine, mais ils eurent l’interdiction de trouver un emploi dans une industrie autre que l'agriculture. De plus, le gouvernement vénézuélien indiqua clairement qu’il n’accepterait plus de réfugiés, sauf s’ils venaient par les voies appropriées. Plus tard, le président Contreras donna la permission aux réfugiés de rester dans le pays de façon permanente. En conséquence, les passagers de la Koenigstein et Caribia devinrent pour certains des membres fondateurs de la communauté juive au Venezuela, la plupart de l’émigration juive au Venezuela aurait lieu après la guerre, dans les années 1950 et 1960,,.

## Galerie

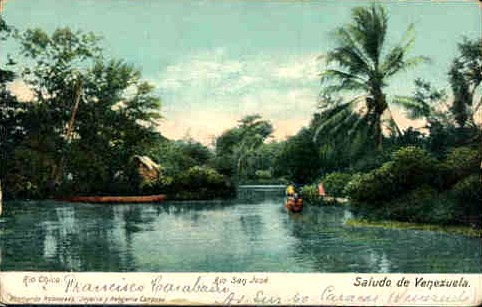
Río Chico dans l'État de Miranda, au Venezuela en 1940.
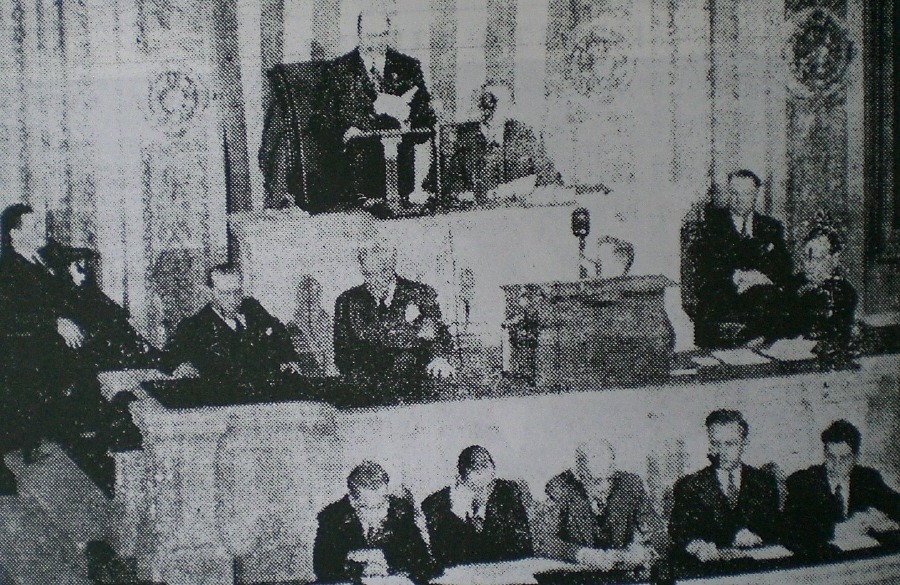
Le président Isaías Medina Angarita parlant au Congrès des États-Unis en 1944.
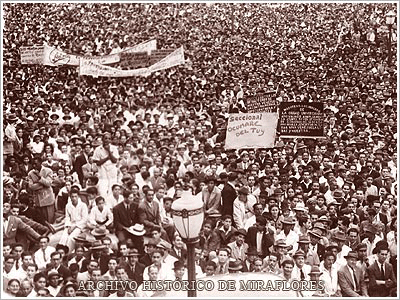
Manifestants à Caracas en 1945.